# Synchiropus phaeton
Synchiropus phaeton är en fiskart som först beskrevs av Günther, 1861.  Synchiropus phaeton ingår i släktet Synchiropus och familjen sjökocksfiskar. Inga underarter finns listade i Catalogue of Life.